# 顧礽
顧礽，字南金，原籍中國浙江，明朝儒生，於南京、杭州一帶文界活動。1645年，清朝軍隊攻下南京，他薙髮依附清朝，被清朝政府任貢生，後擔任糧道等地方官員。1648年，他因故罷官。1660年代初期，他再投靠鄭成功所建立的明鄭勢力，並於1662年接替鄭省英，擔任台灣承天府府尹，是鄭氏王朝自1661年設置的台灣最高地方政府主管官。
| 前任： 鄭省英 | 承天府府尹 1662年上任 | 繼任： 翁天祐 |